# هل انگر
هَل اسکار اَنگِر (به انگلیسی: Hal Anger) متولد ۱۹۲۰ دنور در کلرادو، فیزیکدان آمریکایی و مخترع دوربین انگر است.
او همچنین مخترع شمارشگر چاهی (Well counter) و ۱۵ اختراع دیگر در آزمایشگاه ملی لارنس برکلی است.
او در سال ۲۰۰۵ درگذشت.